# Ricardo Larraín
Pour les articles homonymes, voir Larrain.
Ricardo Larraín, né à Santiago (Chili) le 27 avril 1957 et mort dans cette ville le 21 mars 2016,, est un réalisateur, scénariste et monteur chilien.
Son film La frontera (1991) a remporté l'Ours d'argent pour une réalisation unique exceptionnelle au 42e Festival international du film de Berlin.

## Biographie
Ricardo Larraín est mort d'un lymphome en mars 2016.

## Filmographie partielle

### Au cinéma (comme réalisateur)
- 1991 : La frontera (aussi scénariste)
- 1997 : Pasos de baile (documentaire ; aussi scénariste)
- 1998 : L'Enthousiasme (es) (aussi scénariste)
- 2005 : Alberto: ¿quién sabe cuánto cuesta hacer un ojal? (es) (aussi monteur)
- 2008 : Chile Puede (es)
- 2011 : Mauchos (documentaire ; seulement comme scénariste)
- 2014 : El niño rojo (es) (aussi scénariste)

## Crédit d'auteurs
- (es) Cet article est partiellement ou en totalité issu de l’article de Wikipédia en espagnol intitulé « Ricardo Larraín » (voir la liste des auteurs).